# Mikaël Kingsbury
Mikaël Kingsbury (ur. 24 lipca 1992 w Sainte-Agathe-des-Monts) – kanadyjski narciarz dowolny, specjalizujący się w jeździe po muldach, trzykrotny medalista olimpijski, wielokrotny medalista mistrzostw świata i wielokrotny zdobywca Pucharu Świata. 
W 2011 roku wystąpił na mistrzostwach świata w Deer Valley, gdzie zajął drugie miejsce w muldach podwójnych i trzecie w jeździe po muldach. Na rozgrywanych dwa lata później mistrzostwach świata w Voss był najlepszy w muldach i drugi w muldach podwójnych. Kolejne dwa medale zdobył podczas mistrzostw świata w Kreischbergu w 2015 roku, tym razem zwyciężając w muldach podwójnych i zajmując drugie miejsce w muldach. Ponadto wywalczył brązowy medal w jeździe po muldach na mistrzostwach świata w Sierra Nevada w 2017 roku. W olimpijskim debiucie podczas igrzysk olimpijskich w Soczi w 2014 roku wywalczył srebrny medal w jeździe po muldach, gdzie wyprzedził go tylko jego rodak, Alexandre Bilodeau. Cztery lata później, na igrzyskach w Pjongczangu został mistrzem olimpijskim w tej samej konkurencji. Rok później, na mistrzostwach świata w Deer Valley ponownie został mistrzem świata zarówno w jeździe po muldach jak i w muldach podwójnych. Dwa lata później, podczas mistrzostw świata w Ałmaty zdobył kolejne tytuły mistrzowskie w jeździe po muldach oraz muldach podwójnych. W ramach zimowych igrzysk olimpijskich w Pekinie wystartował w konkurencji jazdy po muldach – w finale zmagań uzyskał wynik 82,18 pkt i zdobył srebrny medal.
Ponadto zdobywał Kryształową Kulę za zwycięstwo w klasyfikacji generalnej w sezonach 2011/2012, 2012/2013, 2013/2014, 2014/2015, 2015/2016, 2016/2017, 2017/2018, 2018/2019, 2019/2020 i 2021/2022. Równocześnie zdobywał Małą kryształową kulę za zwycięstwa w klasyfikacji jazdy po muldach. Był też trzeci w klasyfikacji jazdy po muldach w sezonie 2010/2011.
W dniu 12 grudnia 2015 Mikaël stanął 29. raz na najwyższym stopniu zawodów PŚ. Dzięki temu wyczynowi pobił rekord 28 zwycięstw w PŚ w narciarstwie dowolnym mężczyzn, który należał do Francuza Edgara Grospirona od 1995 roku.

## Osiągnięcia

### Igrzyska olimpijskie
| Miejsce | Dzień     | Rok  | Miejscowość | Konkurencja      | Zwycięzca          |
| ------- | --------- | ---- | ----------- | ---------------- | ------------------ |
| 2.      | 10 lutego | 2014 | Soczi       | Jazda po muldach | Alexandre Bilodeau |
| 1.      | 12 lutego | 2018 | Pjongczang  | Jazda po muldach | –                  |
| 2.      | 5 lutego  | 2022 | Pekin       | Jazda po muldach | Walter Wallberg    |

### Mistrzostwa świata
| Miejsce | Dzień       | Rok  | Miejscowość   | Konkurencja      | Zwycięzca          |
| ------- | ----------- | ---- | ------------- | ---------------- | ------------------ |
| 3.      | 2 lutego    | 2011 | Deer Valley   | Jazda po muldach | Guilbaut Colas     |
| 2.      | 5 lutego    | 2011 | Deer Valley   | Muldy podwójne   | Alexandre Bilodeau |
| 1.      | 6 marca     | 2013 | Voss          | Jazda po muldach | –                  |
| 2.      | 8 marca     | 2013 | Voss          | Muldy podwójne   | Alexandre Bilodeau |
| 2.      | 18 stycznia | 2015 | Kreischberg   | Jazda po muldach | Anthony Benna      |
| 1.      | 19 stycznia | 2015 | Kreischberg   | Muldy podwójne   | –                  |
| 3.      | 8 marca     | 2017 | Sierra Nevada | Jazda po muldach | Ikuma Horishima    |
| 13.     | 9 marca     | 2017 | Sierra Nevada | Muldy podwójne   | Ikuma Horishima    |
| 1.      | 8 lutego    | 2019 | Deer Valley   | Jazda po muldach | –                  |
| 1.      | 9 lutego    | 2019 | Deer Valley   | Muldy podwójne   | –                  |
| 1.      | 8 marca     | 2021 | Ałmaty        | Jazda po muldach | –                  |
| 1.      | 9 marca     | 2021 | Ałmaty        | Muldy podwójne   | –                  |
| 1.      | 25 lutego   | 2023 | Bakuriani     | Jazda po muldach | –                  |
| 1.      | 26 lutego   | 2023 | Bakuriani     | Muldy podwójne   | –                  |
| 2.      | 19 marca    | 2025 | Engadyna      | Jazda po muldach | Ikuma Horishima    |
| 1.      | 21 marca    | 2025 | Engadyna      | Muldy podwójne   | –                  |

### Puchar Świata

#### Miejsca w klasyfikacji generalnej
- sezon 2009/2010: 64.
- sezon 2010/2011: 4.
- sezon 2011/2012 1.
- sezon 2012/2013: 1.
- sezon 2013/2014: 1.
- sezon 2014/2015: 1.
- sezon 2015/2016: 1.
- sezon 2016/2017: 1.
- sezon 2017/2018: 1.
- sezon 2018/2019: 1.
- sezon 2019/2020: 1.

Od sezonu 2020/2021 klasyfikacja jazdy po muldach jest jednocześnie klasyfikacją generalną.
- sezon 2020/2021: 6.
- sezon 2021/2022: 1.
- sezon 2022/2023: 1.
- sezon 2023/2024: 1.
- sezon 2024/2025: 1.

#### Zwycięstwa w zawodach
1. Beidahu – 21 grudnia 2010 (jazda po muldach)
2. Calgary – 29 stycznia 2011 (jazda po muldach)
3. Ruka – 10 grudnia 2011 (jazda po muldach)
4. Méribel – 20 grudnia 2011 (muldy podwójne)
5. Mont Gabriel – 14 stycznia 2012 (muldy podwójne)
6. Lake Placid – 19 stycznia 2012 (jazda po muldach)
7. Calgary – 28 stycznia 2012 (jazda po muldach)
8. Deer Valley – 2 lutego 2012 (jazda po muldach)
9. Beidahu – 12 lutego 2012 (jazda po muldach)
10. Naeba – 18 lutego 2012 (jazda po muldach)
11. Ruka – 15 grudnia 2012 (muldy podwójne)
12. Lake Placid – 17 stycznia 2013 (jazda po muldach)
13. Calgary – 26 stycznia 2013 (jazda po muldach)
14. Deer Valley – 31 stycznia 2013 (jazda po muldach)
15. Soczi – 15 lutego 2013 (jazda po muldach)
16. Inawashiro – 23 lutego 2013 (jazda po muldach)
17. Ruka – 14 grudnia 2013 (jazda po muldach)
18. Calgary – 4 stycznia 2014 (jazda po muldach)
19. Deer Valley – 9 stycznia 2014 (jazda po muldach)
20. Inawashiro – 2 marca 2014 (muldy podwójne)
21. Voss – 16 marca 2014 (muldy podwójne)
22. Calgary – 3 stycznia 2015 (jazda po muldach)
23. Deer Valley – 9 stycznia 2015 (jazda po muldach)
24. Deer Valley – 10 stycznia 2015 (muldy podwójne)
25. Lake Placid – 29 stycznia 2015 (jazda po muldach)
26. Saint-Côme – 7 lutego 2015 (jazda po muldach)
27. Tazawako – 28 lutego 2015 (jazda po muldach)
28. Tazawako – 1 marca 2015 (muldy podwójne)
29. Ruka – 12 grudnia 2015 (muldy podwójne)
30. Saint-Côme – 23 stycznia 2016 (jazda po muldach)
31. Calgary – 30 stycznia 2016 (jazda po muldach)
32. Tazawako – 28 lutego 2016 (muldy podwójne)
33. Moskwa – 5 marca 2016 (muldy podwójne)
34. Ruka – 10 grudnia 2016 (jazda po muldach)
35. Saint-Côme – 21 stycznia 2017 (jazda po muldach)
36. Deer Valley – 4 lutego 2017 (jazda po muldach)
37. Deer Valley – 6 lutego 2017 (muldy podwójne)
38. Bokwang – 12 lutego 2017 (jazda po muldach)
39. Tazawako – 18 lutego 2017 (jazda po muldach)
40. Tazawako – 19 lutego 2017 (muldy podwójne)
41. Thaiwoo – 25 lutego 2017 (jazda po muldach)
42. Thaiwoo – 26 lutego 2017 (muldy podwójne)
43. Ruka – 9 grudnia 2017 (jazda po muldach)
44. Thaiwoo – 21 grudnia 2017 (jazda po muldach)
45. Thaiwoo – 22 grudnia 2017 (jazda po muldach)
46. Calgary – 6 stycznia 2018 (jazda po muldach)
47. Deer Valley – 10 stycznia 2018 (jazda po muldach)
48. Deer Valley – 11 stycznia 2018 (jazda po muldach)
49. Megève – 18 marca 2018 (muldy podwójne)
50. Ruka – 7 grudnia 2018 (jazda po muldach)
51. Thaiwoo – 15 grudnia 2018 (jazda po muldach)
52. Thaiwoo – 16 grudnia 2018 (muldy podwójne)
53. Calgary – 12 stycznia 2019 (jazda po muldach)
54. Mont-Tremblant – 26 stycznia 2019 (jazda po muldach)
55. Tazawako – 23 lutego 2019 (jazda po muldach)
56. Tazawako – 24 lutego 2019 (muldy podwójne)
57. Ruka – 7 grudnia 2019 (jazda po muldach)
58. Thaiwoo – 15 grudnia 2019 (muldy podwójne)
59. Mont-Tremblant – 25 stycznia 2020 (jazda po muldach)
60. Calgary – 1 lutego 2020 (jazda po muldach)
61. Deer Valley – 8 lutego 2020 (muldy podwójne)
62. Tazawako – 22 lutego 2020 (jazda po muldach)
63. Krasnojarsk – 7 marca 2020 (muldy podwójne)
64. Deer Valley – 4 lutego 2021 (jazda po muldach)
65. Deer Valley – 5 lutego 2021 (muldy podwójne)
66. Ruka – 4 grudnia 2021 (jazda po muldach)
67. Idre – 12 grudnia 2021 (muldy podwójne)
68. L’Alpe d’Huez – 18 grudnia 2021 (muldy podwójne)
69. Mont-Tremblant – 7 stycznia 2022 (jazda po muldach)
70. Mont-Tremblant – 8 stycznia 2022 (jazda po muldach)
71. Deer Valley – 13 stycznia 2022 (jazda po muldach)
72. Chiesa in Valmalenco – 12 marca 2022 (muldy podwójne)
73. Megève – 18 marca 2022 (jazda po muldach)
74. Megève – 19 marca 2022 (muldy podwójne)
75. Ruka – 3 grudnia 2022 (jazda po muldach)
76. Idre – 11 grudnia 2022 (muldy podwójne)
77. Saint-Cōme – 27 stycznia 2023 (jazda po muldach)
78. Deer Valley – 4 lutego 2023 (muldy podwójne)
79. Ałmaty – 17 marca 2023 (jazda po muldach)
80. Ałmaty – 18 marca 2023 (muldy podwójne)
81. Idre – 8 grudnia 2023 (jazda po muldach)
82. Idre – 9 grudnia 2023 (muldy podwójne)
83. L’Alpe d’Huez – 15 grudnia 2023 (jazda po muldach)
84. Bakuriani – 23 grudnia 2023 (muldy podwójne)
85. Saint-Côme – 20 stycznia 2024 (muldy podwójne)
86. Waterville Valley – 27 stycznia 2024 (muldy podwójne)
87. Deer Valley – 1 lutego 2024 (jazda po muldach)
88. Ałmaty – 8 marca 2024 (jazda po muldach)
89. Ałmaty – 9 marca 2024 (muldy podwójne)
90. Chiesa in Valmalenco – 16 marca 2024 (muldy podwójne)
91. Ruka – 30 listopada 2024 (jazda po muldach)
92. Idre – 6 grudnia 2024 (jazda po muldach)
93. Waterville Valley – 24 stycznia 2025 (jazda po muldach)
94. Waterville Valley – 25 stycznia 2025 (muldy podwójne)
95. Saint-Côme – 31 stycznia 2025 (jazda po muldach)
96. Saint-Côme – 1 lutego 2025 (muldy podwojne)
97. Ałmaty – 28 lutego 2025 (jazda po muldach)
98. Ałmaty – 1 marca 2025 (muldy podwójne)
99. Livigno – 12 marca 2025 (muldy podwójne)

#### Pozostałe miejsca na podium w zawodach
1. Ruka – 11 grudnia 2010 (jazda po muldach) – 2. miejsce
2. Mont Gabriel – 15 stycznia 2011 (muldy podwójne) – 2. miejsce
3. Lake Placid – 23 stycznia 2011 (jazda po muldach) – 2. miejsce
4. Mariańskie Łaźnie – 27 lutego 2011 (muldy podwójne) – 2. miejsce
5. Åre – 11 marca 2011 (jazda po muldach) – 3. miejsce
6. Voss – 20 marca 2011 (jazda po muldach) – 2. miejsce
7. Deer Valley – 4 lutego 2012 (muldy podwójne) – 2. miejsce
8. Naeba – 19 lutego 2012 (muldy podwójne) – 2. miejsce
9. Åre – 9 marca 2012 (jazda po muldach) – 2. miejsce
10. Åre – 10 marca 2012 (muldy podwójne) – 3. miejsce
11. Megève – 18 marca 2012 (muldy podwójne) – 2. miejsce
12. Kreischberg – 22 grudnia – 2012 (muldy podwójne) – 3. miejsce
13. Åre – 15 marca 2013 (jazda po muldach) – 3. miejsce
14. Åre – 16 marca 2013 (muldy podwójne) – 2. miejsce
15. Deer Valley – 11 stycznia 2014 (jazda po muldach) – 2. miejsce
16. Saint-Côme – 19 stycznia 2014 (jazda po muldach) – 2. miejsce
17. Inawashiro – 1 marca 2014 (jazda po muldach) – 3. miejsce
18. La Plagne – 21 marca 2014 (muldy podwójne) – 2. miejsce
19. Deer Valley – 4 lutego 2016 (jazda po muldach) – 2. miejsce
20. Tazawako – 27 lutego 2016 (jazda po muldach) – 2. miejsce
21. Calgary – 28 stycznia 2017 (jazda po muldach) – 2. miejsce
22. Mont Tremblant – 20 stycznia 2018 (jazda po muldach) – 2. miejsce
23. Tazawako – 3 marca 2018 (jazda po muldach) – 2. miejsce
24. Tazawako – 4 marca 2018 (muldy podwójne) – 2. miejsce
25. Szymbulak – 2 marca 2019 (jazda po muldach) – 2. miejsce
26. Thaiwoo – 14 grudnia 2019 (jazda po muldach) – 2. miejsce
27. Deer Valley – 6 lutego 2020 (jazda po muldach) – 2. miejsce
28. Ałmaty – 1 marca 2020 (muldy podwójne) – 2. miejsce
29. L’Alpe d’Huez – 17 grudnia 2021 (jazda po muldach) – 3. miejsce
30. Deer Valley – 14 stycznia 2022 (jazda po muldach) – 2. miejsce
31. Idre – 10 grudnia 2022 (jazda po muldach) – 2. miejsce
32. L’Alpe d’Huez – 16 grudnia 2022 (jazda po muldach) – 2. miejsce
33. Saint-Côme – 28 stycznia 2023 (muldy podwójne) – 2. miejsce
34. Deer Valley – 2 lutego 2023 (jazda po muldach) – 2. miejsce
35. Chiesa in Valmalenco – 11 lutego 2023 (muldy podwójne) – 2. miejsce
36. Ruka – 2 grudnia 2023 (jazda po muldach) – 3. miejsce
37. L’Alpe d’Huez – 16 grudnia 2023 (muldy podwójne) – 3. miejsce
38. Bakuriani – 22 grudnia 2023 (jazda po muldach) – 3. miejsce
39. Waterville Valley – 26 stycznia 2024 (jazda po muldach) – 3. miejsce
40. Bakuriani – 20 grudnia 2024 (jazda po muldach) – 2. miejsce
41. Deer Valley – 8 lutego 2025 (muldy podwójne) – 2. miejsce
42. Beidahu – 21 lutego 2025 (jazda po muldach) – 2. miejsce
43. Livigno – 11 marca 2025 (jazda po muldach) – 2. miejsce

- W sumie (99 zwycięstw, 33 drugie i 10 trzecich miejsc)